# Emilio Largo
Emilio Largo è un personaggio immaginario, e il principale antagonista del romanzo di Ian Fleming Thunderball, operazione tuono (Thunderball, 1961) e dei film ad esso ispirati. È un potente criminale, nemico del protagonista James Bond.
Largo appare nell'adattamento cinematografico del 1965 Agente 007 - Thunderball: Operazione tuono, dove è interpretato dall'attore italiano Adolfo Celi. È inoltre il cattivo principale del film del 1983 Mai dire mai, un rifacimento di Operazione tuono che tuttavia non è un film ufficiale della serie di James Bond. In Mai dire mai, ad ogni modo, il nome del personaggio, qui interpretato dall'attore austriaco Klaus Maria Brandauer, è stato cambiato da Emilio a Maximilian Largo e la sua nazionalità è passata da italiana a ungherese.

## Notizie sul personaggio
Emilio Largo è il numero 2 dell'organizzazione terroristica SPECTRE; nel film è il "Numero 2" e capo di operazioni di estorsione, mentre nel romanzo è il "Numero 1" (tuttavia i numeri vengono cambiati ogni mese per ragioni di sicurezza e Largo è il successore di Ernst Stavro Blofeld e il capo supremo dell'Operazione Omega).
Fleming nel romanzo descrive Largo come un contrabbandiere e ricettatore napoletano senza scrupoli che si è lanciato in opportunità più remunerative sulla scena del crimine internazionale dopo cinque anni di contrabbando da Tangeri e cinque anni di rapine di gioiellerie sulla riviera francese.
Umberto Eco ha descritto Largo come bellissimo e ricco di personalità, ma anche volgare e crudele, mentre Christoph Lindner lo ha definito una "figura viscida".
I due principali quartier generali di Largo sono ubicati nelle Bahamas. Il primo è la sua tenuta, chiamata Palmyra, il secondo è il suo yacht privato, il Disco Volante. Questo yacht è un aliscafo comprato con fondi della SPECTRE pari a 200.000 sterline.
Per Emilio Largo il fallimento è un crimine da punire con la morte: quando Quist, un suo scagnozzo, non riesce a uccidere James Bond, Largo lo fa gettare nella sua piscina piena di squali.
Emilio Largo ha una scarsa considerazione anche di coloro che gli sono più vicini, tanto che non esita a far torturare la sua stessa amante, Domino, quando scopre che questa lo voleva tradire. Ma uno degli scagnozzi di Largo libera Domino, la quale alla fine si persuade a fare quello che Bond voleva: uccidere il potente criminale.
Nel film Agente 007 - Thunderball: Operazione tuono Largo mette a punto un piano ingegnoso: rubare due testate nucleari della NATO e chiedere un riscatto di 100 milioni di sterline sotto la minaccia di distruggere due metropoli inglesi e/o statunitensi. Purtroppo per lui, l'Agente 007 interviene e, dopo alterne vicende, riesce a far fallire il piano del criminale, che alla fine rimane ucciso da un arpione sparatogli dalla sua amante Dominique "Domino" Derval (interpretata dall'attrice francese Claudine Auger).
Ultime parole: "Prendetelo!" (in inglese "Get him!", riferite a James Bond che in quel momento era appena entrato a bordo del Disco Volante).
Nel romanzo Thunderball, Ian Fleming descrive i capelli di Largo come neri (mentre quando Celi, all'età di 43 anni, interpretò Largo, aveva i capelli grigi) e non fa alcun riferimento a una benda sull'occhio (che invece Largo indossa durante tutta la durata del film e che è ormai diventata una caratteristica del personaggio riconosciuta dal pubblico).

## Omicidi commessi da Largo
- Angelo, sosia del maggiore Dervall, fatto annegare al seguito del furto delle testate nucleari per impedirgli di parlare;
- Quist, suo scagnozzo, gettato in pasto agli squali dopo che aveva fallito nel suo compito di uccidere Bond;
- Diversi marine durante la battaglia subacquea fra le sue forze e i soldati americani;

## Tirapiedi (henchmen)
- Vargas
- Janni
- Conte Lippe
- Fiona Volpe
- Colonnello Jacques Bouvar
- Ladislav Kutze
- Angelo Palazzi
- Quist

## Influenza culturale
- Emilio Largo è stato oggetto di parodia in tutti i film di Austin Powers con un personaggio chiamato Numero 2. Numero 2 (interpretato da Robert Wagner da vecchio e da Rob Lowe da giovane) ha anch'egli una benda sull'occhio ed è il secondo dell'organizzazione criminale del Dottor Male.
- Adolfo Celi ha anche interpretato il cattivo di OK Connery con Neil Connery, fratello di Sean Connery (che ha interpretato l'agente 007 insieme a Celi proprio in Thunderball).
- In una scena del film Amici miei, quando i protagonisti organizzano uno scherzo ai danni del Righi, facendosi passare per criminali, il personaggio interpretato da Adolfo Celi, il "capo" della banda, esibisce una benda sull'occhio, proprio come Emilio Largo.